# Dubbilex
Dubbilex è un extraterrestre immaginario, un personaggio dei fumetti pubblicato dalla DC Comics. Debuttò in Superman's Pal Jimmy Olsen n. 136 (marzo 1971), e fu creato da Jack Kirby.

## Biografia del personaggio

### Pre-Crisi
Dubbilex cominciò la sua vita come creazione di Dabney Donovan in Superman's Pal Jimmy Olsen n. 136. È ciò che in gergo viene definito un DNAlien - cioè un clone umano il cui DNA fu modificato per creare una creatura simile ad un alieno provvisto di abilità paranormali e, nel caso di Dubbilex, abilità telecinetiche e telepatiche.

### Post- Crisi
Avendo il suo debutto post-Crisi in Superman Annual (seconda serie) n. 2, le origini di Dubbilex rimasero le stesse: DNAlien creato da Dabney Donovan. Creato per essere un agente dei Laboratori Cadmus, Dubbilex crebbe al fianco di Superboy. Una volta che Kon-El lasciò il laboratorio per le Hawaii, Dubbilex lo accompagnò per fare rapporto al Progetto Cadmus riguardo al suo status. Anche se la loro relazione cominciò in modo burrascoso, i due col tempo divennero grandi amici. Infatti, Superboy insegnò a Dubbilex numerosi fatti riguardanti il mondo moderno.
Dubbilex ebbe molti amici mentre si trovava alle Hawaii. L'agente Rex Leech, sua figlia Roxy Leech, la reporter della TV Tana Moon, e il cucciolo bianco di Bibbo Bibbowsky di nome Krypto. Dubbilex aiutò anche a nascondere la vera natura di Knockout Mentre la ragazza super potente di Superboy combatté i criminali numerose volte, si seppe, via poteri di Dubbilex, che uccise un poliziotto semplicemente perché si trovava sulla sua strada.
Una volta che Superboy ritornò al Progetto cadmus, Dubbilex lo seguì e divenne il Capo della Genetica. Anche se si sentiva in colpa per la morte di Tana Moon, Dubbilex si ritirò, e imparò da un monaco che Superboy doveva trovare la sua via nella vita senza necessitare della sua guida. Dopo che Superboy lasciò il Progetto Cadmus, Dubbilex fu messo da parte.
Dubbilex e il resto del Progetto Cadmus ricomparvero durante Countdown Week 52 (settembre 2007), nel tentativo di aiutare Jimmy Olsen con i suoi nuovi super poteri.
Dubbilex morì a causa delle ferite riportate in seguito ad una battaglia contro Nome in Codice: Assassino in Superman's Pal Jimmy Olsen (seconda serie) n. 1 (dicembre 2008).

## Poteri e abilità
Grazie alle sue abilità psichiche, Dubbilex è sia telepatico che telecinetico. È anche in grado di lanciare raggi cerebrali, che causano una grande quantità di dolore nella testa degli avversari.